# Amoklauf im Club Q
Der Amoklauf im Club Q war ein queerfeindlicher, antischwuler Amoklauf in Colorado Springs, Colorado in den Vereinigten Staaten. Bei dem Überfall auf den Club Q in der Nacht vom 19. auf den 20. November 2022 wurden fünf Personen ermordet und 25 weitere Personen verletzt. Der Amokläufer Anderson Lee Aldrich wurde bei der Verhaftung verletzt und in ein Krankenhaus gebracht. Aldrich wurde angeklagt und verblieb in Untersuchungshaft. Am 26. Juni 2023 plädierte er auf schuldig und wurde zu einer lebenslangen Freiheitsstrafe ohne Aussicht auf Aussetzung des Strafrestes zur Bewährung verurteilt.

## Ablauf
Der Club Q befindet sich 3430 North Academy Boulevard und ist seit 2022 geöffnet. Für lange Zeit war er der einzige LGBT-Club in Colorado Springs. Am Tag des Amoklaufs war der Transgender Day of Remembrance.
Nach Polizeiangaben betrat Anderson Lee Aldrich den Club, während eine Tanzparty stattfand. Er verwendete eine AR-15–style rifle, ein semi-automatisches Gewehr. Er trug verschiedene Magazine für die Waffe und trug außerdem eine schusssichere Weste. Aldrich begann direkt das Feuer auf Mitarbeiter und Gäste zu eröffnen, während er in den Club eindrang. Auf Grund der Geräuschkulisse nahmen einige Überlebende die Schüsse zunächst als Musikkulisse wahr, bevor ihnen bewusst wurde, dass es sich um echte Schussgeräusche handelte, und sie das Mündungsfeuer sahen. Die Gäste verschanzten sich anschließend hinter der Bar oder warfen sich zu Boden.
Nach einigen Minuten warf sich der US-Army-Veteran Richard M. Fierro, ein Gast der Bar, auf Aldrich und brachte ihn zu Boden. Fierro entriss ihm die Waffe und schlug ihm diese mehrfach auf den Kopf. Thomas James und Drea Norman kamen ihm ebenfalls zu Hilfe. Einer sicherte die Waffe, während Drea Norman den Schützen mit ihren High Heels attackierte. Den dreien gelang es, den Schützen festzuhalten, bis die Polizei eintraf.
Der erste Notruf ging bei der Polizei um 23:56 Uhr am 19. November ein. Der erste Polizist wurde eine Minute später entsandt. Um Mitternacht waren die ersten Einsatzkräfte vor Ort und verhafteten zwei Minuten später den Verdächtigen. Insgesamt waren 39 Polizisten des Colorado Springs Police Department kurze Zeit später vor Ort. 11 Krankenwägen betreuten die Opfer und auch den verletzten Täter. Zunächst war die Situation für die Gäste unklar, so dass viele weiter in ihrer Deckung verweilten. Auch die Polizei musste zunächst ermitteln. So war Fierro, der den Täter überwältigte, voller Blut und befand sich etwa eine Stunde in Polizeigewahrsam, bis er entlastet war.
Die Verletzten wurden in naheliegende Krankenhäuser gebracht: sieben ins Penrose Hospital, zehn ins Memorial Hospital Central und zwei ins Memorial Hospital North. Einige konnten auch vor Ort behandelt werden.

## Opfer
Die folgenden fünf Personen wurden von Aldrich ermordet:
- Daniel Davis Aston, 28
- Kelly Loving, 40
- Ashley Paugh, 35
- Derrick Rump, 38
- Raymond Green Vance, 22

Während der Pressekonferenz nannte der Polizeichef des Colorado Springs Police Department ihre Namen und aus Respekt mit den Opfern fügte er außerdem die von ihnen präferierten Pronomen an.
25 Personen wurden verletzt, darunter 19 mit Schussverletzungen.

## Reaktionen
Am 20. November wurde in der All Souls Unitarian Church eine Mahnwache abgehalten, die auch von verschiedenen Mitgliedern der Stadtverwaltung besucht wurde. Während der darauffolgenden Woche gab es immer wieder ähnliche Veranstaltungen, bei denen den Opfern gedacht wurde und Spenden für die Angehörigen gesammelt wurden. Spenden wurden sowohl von lokalen Organisationen als auch auf GoFundMe gesammelt.
Am 24. November wurde die evangelische Pfarrei Focus on the Family in Colorado Springs mit einem Graffiti versehen auf dem stand: „Their blood is on your hands. Five lives taken.“ („Ihr Blut klebt an euren Händen. Fünf Leben wurden genommen“) Laut The Independent handelt es sich bei Focus on the Family um eine konservative Pfarrei, die gegen LGBT-Rechte hetzt und LGBT-Identitäten als „Lüge Satans“ bezeichnen. Sie wird sowohl von der Human Rights Campaign als auch dem Southern Poverty Law Center der christlichen Rechten zugeordnet.

## Täter
Bei dem Täter handelt es sich um Anderson Lee Aldrich, einen 22 Jahre alten Bürger von Colorado Springs. Aldrich wurde als Nicholas Franklin Brink am 20. Mai 2000 in San Diego, Kalifornien geboren. Er ist der Sohn von Aaron Brink, einem mittlerweile gestorbenen Pornodarsteller und MMA-Kämpfers und Laura Voepel, der Tochter von Randy Voepel, der dem California State Assembly angehörte und Bürgermeister von Santee war. Voepel und Brink trennten sich ein Jahr nach Aldrichs Geburt. Aldrich blieb bei der Mutter, die jedoch ein unstetes Leben führte und mehrfach verhaftet wurde. So wuchs er bei Voepels Mutter und deren Stiefvater auf, die dann auch das Sorgerecht zugesprochen bekamen.
Aldrich wuchs in San Antonio, Texas auf und ist ein Mitglied von The Church of Jesus Christ of Latter-day Saints, wobei er jedoch, laut seiner Kirche, sich mindestens Jahre nicht mehr engagiert hat. In der Middle School soll er online homophob gemobbt worden sein. Aldrich hatte seinen Namen kurz vor seinem 16. Geburtstag geändert, um nicht mehr mit seinem Vater assoziiert zu werden, der zu diesem Zeitpunkt mehrfach kriminell auffällig und mehrmals festgenommen wurde.
Aldrichs Verteidiger wiesen darauf hin, dass sich Aldrige selbst als non-binäre Person verstand, die Pronomen „they/them“ verwendete und als Mx. Aldrich angesprochen werden wollte. Nachbarn gaben jedoch an, das er bereits vor dem Amoklauf durch hasserfüllte Kommentare gegen die LGBT-Community auffiel. In der Familie gab es ebenfalls keinen Hinweis auf eine Nonbinarität von Aldrich. So wurde er von der Familie mit männlichem Pronomen angesprochen. Die Polizei sagte auch aus, bei dem Täter seien Zielscheiben in Regenbogenfarben gefunden worden sowie ein Grundriss des Club Q. Die meisten Experten hielten daher das Bekenntnis zur Nicht-Binarität für vorgeschoben.

### Vorherige Vorfälle
Am 18. Juni 2021 verkündeten Aldrichs Großeltern, das sie nach Florida ziehen wollten. Aldrich bekam einen Wutanfall, da er so den Zugriff auf Material im Keller des Hauses verlieren würde, das er für einen Bombenanschlag oder einen Amoklauf gebunkert hatte. Er nahm zunächst seine Großeltern als Geiseln und drohte ihnen an, sie zu ermorden. Aldrich ließ sie schließlich laufen und versteckte sich im Haus seiner Mutter. Während einer Belagerung durch ein SWAT-Team filmte Aldrich live aus dem Inneren und drohte damit, das Haus in die Luft zu jagen. Die Nachbarschaft wurde evakuiert. Als er sich schließlich ergab, wurde er verhaftet. Sichergestellt wurden mehrere Handwaffen, schusssichere Westen sowie explosives Material (Ammoniumnitrat und Tannerite). Im Anschluss wurde er wegen Kidnapping und Bedrohung angeklagt. Aldrich plädierte auf nicht schuldig und wurde nach Zahlung einer Kaution einen Tag später entlassen. Der Fall konnte nicht weiterverfolgt werden, weil sowohl die Mutter als auch die Großeltern nicht auf Vorladungen reagierten und sich weigerten gegen Aldrich auszusagen. Juli 2022 wurde der Fall eingestellt und die Akten wurden versiegelt.
Vor diesem Zwischenfall wurde Aldrich zweimal wegen eskalierendem, gewalttätigen Verhalten gemeldet. Am 17. Juni 2021 rief Aldrichs Großtante das Federal Bureau of Investigation an und gab an, dass ihr Großneffe plane, Christen und Regierungsmitarbeiter zu töten. Vorher hatte er gedroht seinen Großvater zu töten. Der Fall wurde an die Polizei weitergeleitet, doch die Familie erhob keine Klage.
Aldrich und seine Mutter sollen außerdem im Juli 2022 während eines Fluges von Kalifornien nach Colorado andere Passagiere und die Flugzeugcrew belästigt zu haben und rassistisch beleidigt zu haben.

### Aktivitäten auf Social Media
Aldrich hat eine Website mit gewalttätigen und rassistischem Inhalt erstellt. Unter anderem fand sich darauf ein Video, das dazu anhielt Zivilisten zu töten, um die Gesellschaft zu reinigen. Auf einer zweiten Seite hielt er ein Video von dem Anschlag von Buffalo vor. Des Weiteren soll er eine Neonazi-Website gehostet haben.

## Verfahren und Urteil
Aldrich wurden im Anschluss zehn Vergehen zur Last gelegt: Mord in fünf Fällen und fünf Fälle von Körperverletzung mit Motiven aus den Hate-Crime-Gesetzen der Vereinigten Staaten. Ein Richter aus El Paso County (Colorado) ordnete an, das Aldrichs frühere Gerichtsakten versiegelt werden, damit die laufende Ermittlung nicht gefährdet werden würde. Aldrich erhielt einen Pflichtverteidiger.
Am 6. Dezember wurde Anklage in 305 Fällen erhoben, darunter Mord ersten Grades, versuchter Mord ersten Grades, Misshandlung ersten und zweiten Grades sowie verschiedene Hassverbrechen. Die Anzahl der einzelnen Anklagepunkte in dem Fall war für Colorado einzigartig. Am 8. Dezember wurden die Gerichtsakten von Aldrich zum Fall von 2021 wieder freigegeben.
Am 13. Januar 2023 wurde die Anklage um 12 weitere Punkte, darunter versuchter Mord und weitere Hassverbrechen ergänzt, so dass er sich nun gegen 317 Anklagepunkte verteidigen musste. Am 22. Februar fand eine Anhörung statt. Am 26. Juni bekannte sich Aldrich schuldig in allen Anklagepunkten. Er wurde zu einer lebenslangen Haftstrafe ohne Aussicht auf Bewährung im Wyoming State Penitentiary verurteilt.

## Reaktionen
Verschiedene Politiker verurteilten den Anschlag kurz darauf. Präsident Joe Biden verurteilte den Anschlag und hob hervor, noch ohne das Motiv zu kennen, das der Anschlag die LGBTI-Community träfe, die bereits in der Vergangenheit Opfer verschiedener Hassverbrechen wurde. Transportation Secretary Pete Buttigieg sagt, dass der politische Anti-LGBT-Diskurs seinen Teil zu dem Massaker beigetragen habe. Die Regierung von El Paso County erklärte ihr Mitgefühl und kondolierte den Familien der Opfer.
Colorados Red flag law wurde kritisiert, da sie das Massaker trotz eindeutiger Vorzeichen nicht verhindern konnte. Nach dem Gesetz hätte man dem Täter die Waffen entziehen können, wenn man den Fall 2021 genauer hätte verfolgen können. Gouverneur Jared Polis, der erste offen schwule Gouverneur der Vereinigten Staaten, lobte den tapferen Einsatz der Gäste, die den Amokläufer überwältigten und so noch schlimmeres verhindern konnten. Außerdem rief er die Sheriffs von Colorado auf, die Anwendung der Red flag law zu untersuchen. Colorado Springs Bürgermeister John Suthers sagte, die Strafverfolgungsbehörden sollten unter geeigneten Umständen das Gesetz anwenden, warnte aber gleichzeitig davor, voreilige Schlussfolgerungen über die (Nicht-)Anwendung des Gesetzes auf diese Schießerei zu ziehen. Colorados Repräsentant Tom Sullivan, dessen Sohn beim Amoklauf von Aurora getötet wurde und der federführend an der Red flag law beteiligt war, hob hervor, dass die Vorfälle 2021 die Gemeinde alarmiert haben müsste. Jeffrey Swanson, Professor an der Duke University School of Medicine, der die Red flag laws untersucht, meinte diese hätten hier angewendet werden müssen.
LGBT-Gruppen erinnerten an die Opfer und wiesen auf die derzeitige gesellschaftliche Stimmung und Rhetorik gegen Homosexuelle hin. Club Q zeigte sich auf Social Media geschockt von der sinnlosen Attacke und kondolierte den Familien der Opfer. Auch sie sahen Parallelen zur derzeitigen Rhetorik gegenüber der LGBT-Community, wie sie auch republikanische Politiker sowie Rechtsextremisten in Colorado an den Tag legten. Auch die Demokraten wurden kritisiert, da sie nicht genug gegen diese Art von Hetze getan hätten. Die Church of Jesus Christ of Latter-day Saints veröffentlichten ein Statement, in dem sie den Amoklauf verurteilten.
Rechte Gruppen und Medien dagegen veröffentlichten Verschwörungstheorien, die der Community Grooming und Pädokriminalität unterstellten sowie moralische Panik verbreiten würden. So zeigte Tucker Carlson auf Fox News Channel ein Banner auf dem „Stop Sexualizing Kids“ stand und ließ einen Gast behaupten, dass der Amoklauf eine Art Rache für den sexuellen Missbrauch von Kindern sei. Der YouTuber Tim Pool rechtfertigte den Angriff ebenfalls, da der Club angeblich Grooming ermöglichte. Matt Walsh, Candace Owens, Chaya Raichik und Marjorie Taylor Greene griffen weiter die LGBT-Community an und schoben jede Verantwortung von sich.
Nachdem die republikanische Politikerin Lauren Boebert eine Stellungnahme veröffentlicht hat, in dem sie die Opfer in ihre Gebete einschloss und darum bat, dass die sinnlose Gewalt aufhöre, wurde ihr Heuchelei unterstellt, weil sie schon häufig gegen LGBT gehetzt hatte. Unter anderem hatte sie ebenfalls Grooming-Vorwürfe an die LGBT gerichtet, außerdem hatte sie Meldungen zum Litter boxes in schools hoax verbreitet. Dabei handelte es sich um einen Hoax, bei dem behauptet wurde, dass Katzenstreu-Behälter an Schulen in Nordamerika verbreitet worden wären, damit sich Studenten, die sich als Katzen identifizieren würden, sich erleichtern könnten. Außerdem hatte sie Gesetze zur Waffenkontrolle verhindert. Jenna Ellis, eine ehemalige Anwältin von Donald Trump, behauptete, den Opfern würde ewige Verdammnis zuteil, weil sie keine Christen gewesen wären.
Rechte Provokateure wie Jack Posobiec schossen sich auf Fierros Anwesenheit im Club ein und bezeichneten ihn als „Groomer“ und „Schwuchtel“. Viele rechte Gruppen, insbesondere aus dem Neonazi-Milieu feierten die Tat. Dies zeigte sich nicht nur in rechten medien, sondern auch auf Twitter, Facebook und YouTube. Das Institute for Strategic Dialogue stellte fest, das in den Tagen nach der Attacke schwulenfeindliche Sprache und die Verwendung der Worte „Pädophile“ und „Groomer“ um ein Vielfaches anstiegen.
Am 14. Dezember 2022 legten mehrere Überlebende des Amoklaufs ihre Aussage vor dem United States House Committee on Oversight and Accountability vor. Die Zeugen machten hasserfüllte Rhetorik für den Angriff verantwortlich und nannten sie die direkte Ursache des Massakers. Sie warnten auch vor den Gefahren von Hassreden und sagten, dass diese auch ohne explizite Aufrufe zur Gewalt schädlich seien. Bei der Anhörung wehrte sich Club-Q-Besitzer Matthew Haynes gegen republikanische Politiker. Haynes las auch Beispiele aus einigen der Hunderten hasserfüllten Nachrichten vor, die nach der Schießerei eingingen. Der Überlebende James Slaugh sagte, dass LGBT-Themen nicht politisiert werden und dass grundlegende Menschenrechte respektiert werden sollten.